# Harmina
Harmina – organiczny związek chemiczny, psychodeliczna substancja psychoaktywna, β-karbolinowy alkaloid m.in. ruty stepowej (Peganum harmala), męczennicy cielistej oraz Banisteriopsis caapi. Harmina jest silnym, odwracalnym inhibitorem monoaminooksydazy MAO-A oraz słabym stymulantem.

## Działanie

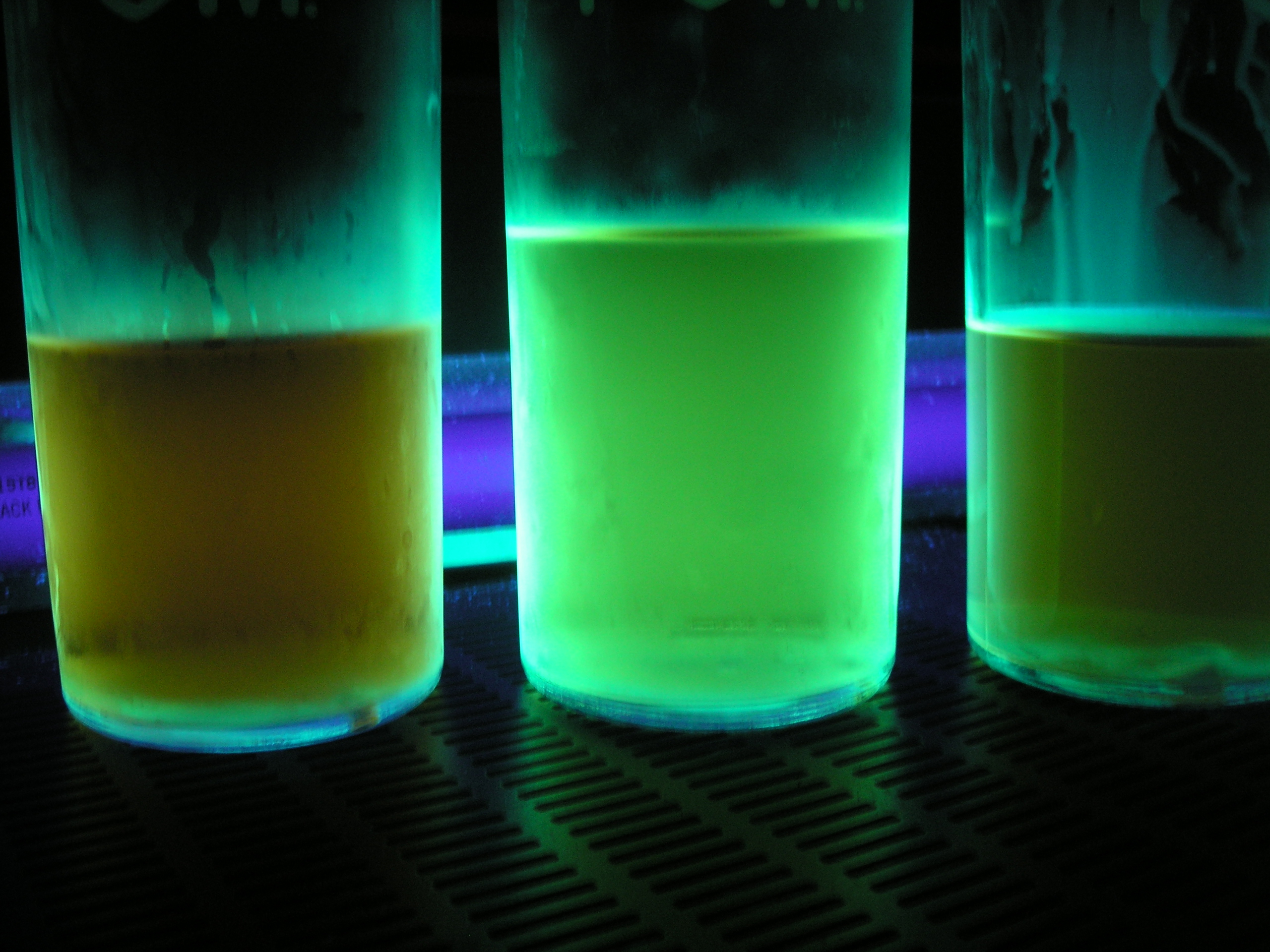
Ekstrakty z nasion ruty stepowej oświetlone ultrafioletem. Zarówno harmina, jak i harmalina wykazują silną fluorescencję

Harmina jako MAOI blokuje enzym monoaminooksydazy, który odpowiada za metabolizm związków monoaminowych jak serotonina czy dopamina, melatonina czy LSD, DMT i psylocybina. Poprzez spowolnienie metabolizmu serotoniny i dopaminy harmina zwiększa poziom tych neuroprzekaźników w mózgu, co objawia się poprawieniem nastroju. Z tego powodu wiele MAOI znalazło zastosowanie w medycynie jako leki przeciwdepresyjne.
W dawkach 2–10 mg/kg wywołuje złudzenia wzrokowe i słuchowe oraz uczucie kołysania, zmniejsza wrażliwość na ból. Powoduje też drżenie mięśni podobne do objawów choroby Parkinsona.
Harmina oraz harmalina zawarte w Banisteriopsis caapi i rucie stepowej są składnikami enteogenicznego napoju ayahuasca. Spowalniają one metabolizm DMT, które jest główną substancją czynną w ayahuasce.